# Gisela Vega
Gisela Verónica Vega (née le 14 mars 1982 à Gualeguaychú) est une joueuse argentine de basket-ball naturalisée espagnole. Mesurant 1,88 m, elle évolue au poste d’intérieure et est internationale argentine.

## Club
| Saisons   | Équipe                               | Pays       |
| 2001-2002 | Pabellón Ourense (LF2)               | Espagne    |
| 2002-2003 | Extrugasa Vilagarcía de Arousa (LF2) | Espagne    |
| 2003-2004 | Universidad de Córdoba               | Espagne    |
| 2004-2005 | CB Armijo Badajoz (LF2)              | Espagne    |
| 2005-2006 | Real Canoe Madrid (LF2)              | Espagne    |
| 2006-2007 | Olis Sóller (LF2)                    | Espagne    |
| 2007      | Grupo Desportivo Maputo              | Mozambique |
| 2007-2008 | Tarbes GB                            | France     |
| 2008-2009 | Olis Sóller (LF)                     | Espagne    |

## Palmarès

### En sélection
- Championnat du monde de basket-ball féminin :
  - 9e lors du Championnat du monde 2006
- Championnat d'Amérique du Sud de basket-ball féminin :
  -  Championne en 2006 au Paraguay

#### Distinctions personnelles
- Meilleure rebondeuse du Championnat du monde 2006 (9,5 rebonds par match)

### En club

#### Distinctions personnelles
- Meilleure joueuse de Liga Femenina 2 2005 et 2007 ;
- Membre du cinq majeur de Liga Femenina 2 2005 ;
- Meilleure évaluation de l’histoire de Liga Femenina 2 en 2007 (62 d’évaluation)